# Wolfgang Kieselmann
Wolfgang Kieselmann (* 15. November 1955) ist ein ehemaliger deutscher Fußballtorwart.

## Laufbahn
Der junge Torhüter begann seine Karriere in den 1970er Jahren beim 1. FC Bocholt in der Verbandsliga Niederrhein. Der Verein stieg 1977 in die 2. Bundesliga Nord auf, Kieselmann blieb jedoch zunächst Ersatztorhüter hinter dem neuverpflichteten Günther Schubert. Am 25. Spieltag der Saison 1977/78, beim 5:0-Heimsieg der Bocholter über Arminia Bielefeld, gab er sein Zweitligadebüt im Bocholter Tor. Wolfgang Kieselmann bekam von Trainer Friedel Elting auch in den folgenden sieben Spielen das Vertrauen, wovon fünf gewonnen wurden, den direkten Wiederabstieg des Vereins konnte er jedoch nicht mehr verhindern. In der Oberliga Nordrhein konnte sich der Niederrheinauswahlspieler in der Folgezeit als Stammtorhüter gegen Günther Schubert durchsetzen, und nach der Vizemeisterschaft 1979 gelang ihm mit dem 1. FC Bocholt 1979/80 als Meister die Rückkehr in die 2. Bundesliga. In seiner zweiten Profisaison wiederholte sich das Schicksal, mit Dieter Ferner wurde ein erfahrener neuer Torhüter verpflichtet und Kieselmann bestritt nur ein einziges Spiel. Nach dem erneuten Abstieg in die Oberliga wurde er wieder zur Nummer eins im Bocholter Tor. Nach dem verpassten Meistertitel 1982 folgte Kieselmann ein Jahr später seinem Trainer Friedel Elting zu Rot-Weiß Oberhausen, das gerade in die 2. Bundesliga aufgestiegen war. Von 1983 bis 1986 bestritt der Torhüter weitere 49 Zweitligaspiele für RWO. Danach kehrte er nach Bocholt zurück und spielte für den FC Olympia.
Im Anschluss an seine Spielerkarriere war Kieselmann Trainer verschiedener lokaler Vereine. Er übernahm 1989 interimsmäßig mit Friedel Elting das Training seines früheren Vereins 1. FC Bocholt und trainierte in den 1990er Jahren DJK SV Lowick und TuB Bocholt.